# The Zone
The Zone is een ep van de Britse band Enter Shikari en bevat alle B-kanten van hun voorafgaande album Take to the Skies, samen met twee demo-versies en een nieuwe remix van andere liedjes op dit album. De ep werd in het najaar van 2007 uitgebracht door hun eigen platenlabel Ambush Reality in een oplage van 1000 stuks. De ep is inmiddels volledig uitverkocht.

## Tracklist
1. The Feast (demo) (B-kant van de single Sorry You're Not A Winner / OK Time For Plan B)
2. Kickin' Back On The Surface Of Your Cheek (B-kant van de single Anything Can Happen In The Next Half Hour...)
3. Keep It On Ice (B-kant van de single Anything Can Happen In The Next Half Hour...)
4. Adieu (Routron 5000 Remix)
5. Sorry You're Not A Winner (B-kant van de single Jonny Sniper)
6. Mothership (demo)
7. Acid Nation (B-kant van de single Jonny Sniper)
8. Enter Shikari (demo)

## Trivia
- Op een aantal versies van deze ep staan twee hidden tracks. Deze zijn per ongeluk op het album terechtgekomen.